# Mirin Dajo
Mirin Dajo właśc. Arnold Gerrit Henske (ur. 6 sierpnia 1912 roku w Rotterdamie, zm. 26 maja 1948 roku) – holenderski fakir, uzdrowiciel, medium i wizjoner.
Stał się sławny ze względu na zdolność przebijania swojego ciała różnymi przedmiotami, nie doznając przy tym najmniejszego uszczerbku na zdrowiu.
Swoje zdolności odkrył podczas II wojny światowej, kiedy to został poważnie ranny. Spostrzegł, że jego ciało było niewrażliwe na ból, nie krwawiło po przebiciu, a rany natychmiast ulegały zabliźnieniu. Pokazy jego umiejętności były przeprowadzane publicznie, pod opieką lekarzy.
Naoczni świadkowie do końca byli przekonani o autentyczności jego występów. Archiwalne nagrania do dziś wywołują szok i podziw wśród widowni.

## Młodość
Urodził się w Rotterdamie. Początkowo chciał zostać malarzem i niedługo po osiągnięciu dojrzałości otworzył własne biuro projektowe. Utrzymywał, że od dziecka doświadczał przedziwnych snów i paranormalnych wizji. W wieku 33 lat uznał, że jego ciało osiągnęło „niezniszczalność”. Postanowił porzucić pracę i udał się do Amsterdamu. Zarabiał pieniądze wędrując po tamtejszych lokalach oraz barach i dając się przekłuwać różnymi ostrymi przedmiotami. Połykał również tłuczone szkło i żyletki.

## Powołanie
Osławiony przez swoje niebezpieczne występy zebrał grono wyznawców, którym tłumaczył swój punkt widzenia rzeczywistości. Głosił, że aby osiągnąć wyższy stopień świadomości, tzw. źródło należy porzucić wszelkie dobra materialne. Twierdził, że został wybrany przez Boga, aby swoimi zdolnościami udowodnić istnienie mistycznego lepszego świata. Przekonywał, iż materializm prowadzi wyłącznie do rozpaczy i wojen.
W tym czasie przybrał imię Mirin Dajo, od słowa mirinda, co w języku Esperanto oznacza cudowny. Przekonywał, że język ten powinien być jedynym uniwersalnym, dzięki któremu wszyscy ludzie mogliby porozumiewać się ze sobą.
Na Uniwersytecie w Lejdzie uzyskał licencję do wykonywania sztuczek, lecz w ich trakcie nie mógł wygłaszać przemówień. Ten fakt utrudniał jego misję głoszenia miłości i pokoju.
Oprócz połykania noży, przekłuwał swoje ciało długimi igłami, czym udowadniał swoje nadludzkie zdolności. W wywiadzie dla magazynu „Time” ujawnił, że był przypalany gorącym żelazem i oblewany wrzątkiem oraz dwukrotnie postrzelony w głowę z odległości około 2,5 m. Dowodem miały być dwie blizny, jedna na środku czoła, druga nad prawym okiem.

## Przeprowadzka doSzwajcariioraz śmierć
W 1947 r. przeprowadził się do Szwajcarii, gdzie dawał występy, lecz bez możliwości wypowiadania się. Korzystał z pomocy różnych asystentów, po kilku zmianach zatrudnił Jana Dirk de Groot. Asystent utrzymywał, że Dajo miał kilku Aniołów Stróżów, posiadał zdolności telepatyczne oraz potrafił leczyć ludzi. Artykuł opublikowany przez „Time” stwierdzał, iż badane przez lekarzy z Zurychu popisy Dajo, nie były fałszerstwem.
11 maja 1948 r. kierowany głosami w swej głowie, Mirin połknął długą igłę, którą dwa dni później, trzeba było usunąć chirurgicznie. Po operacji postanowił pić wyłącznie wodę. Aby udowodnić swoje niezwykłe zdolności, zaraz po wyjściu ze szpitala przechadzał się ulicami Zurychu. Dziesiątego dnia od operacji, tj. 21 maja, de Groot znalazł Dajo leżącego w łóżku w stanie głębokiego transu. Zaniepokojona żona de Groot poleciła sprawdzić co dzieje się z Dajo, lecz dopiero 27 maja asystent odważył się ponownie wejść do pokoju swojego mentora. Niestety Dajo był już martwy. Biegły sądowy orzekł, że zgon nastąpił dzień wcześniej. Sekcja zwłok wykazała, że przyczyną zgonu było przebicie tętniaka aorty, czego de Groot oraz chirurg przeprowadzający niedawną operację, nie uznali.